# 莫尔比耶
莫尔比耶（法語：Morbier，法語發音：[mɔʁbje] ⓘ）是法国汝拉省的一个市镇，位于该省东部，属于圣克洛德区。莫尔比耶因莫爾比耶乾酪而闻名。

## 地理
莫尔比耶（46°32'13"N, 6°1'0"E）面积41.58 平方千米，位于法国勃艮第-弗朗什-孔泰大區汝拉省，该省份为法国东部内陆省份，北起上索恩省，西北接科多尔省，西临索恩-卢瓦尔省，南至安省，东与杜省和瑞士接壤。
与莫尔比耶接壤的市镇（或旧市镇、城区）包括：沙佩勒德布瓦、贝尔方丹、格朗德里维耶尔堡、拉克德鲁日特吕特、上比耶讷、圣洛朗昂格朗沃、格朗德里维耶尔。

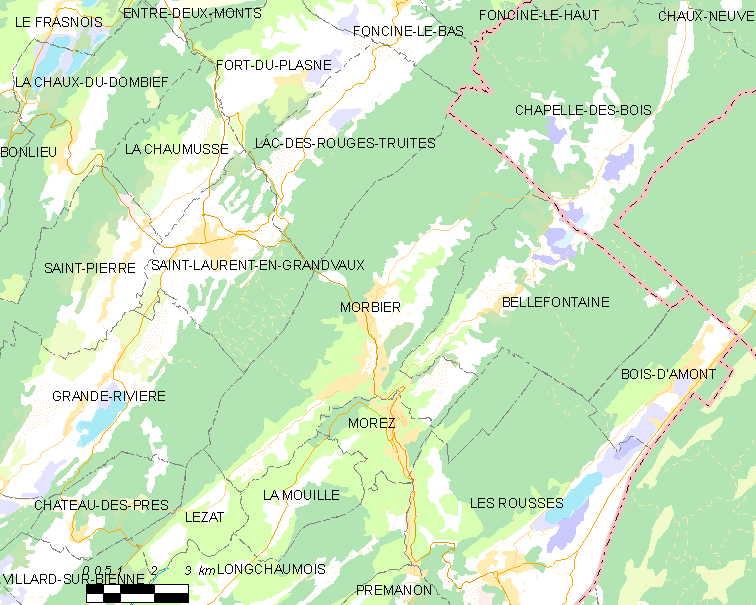
莫尔比耶的OSM定位图

莫尔比耶的时区为UTC+01:00、UTC+02:00（夏令时）。

## 行政
莫尔比耶的邮政编码为39400，INSEE市镇编码为39367。

## 政治
莫尔比耶所属的省级选区为上比耶讷县。

## 人口

1962-2008年间莫尔比耶人口变化图示

莫尔比耶于2022年1月1日时的人口数量为2371人。